# Vitaphone
Vitaphone war ein unter anderem in fast 2000 Kurzfilmen von Warner Bros. Entertainment benutztes Tonfilmverfahren. Die Eigenschaften waren: Bildaufnahme mit klassischer Kamera, wie Bell & Howell Standard samt Elektromotor, Tonaufnahme auf Wachsplatte. Die Bildfrequenz beträgt 24 Bilder in der Sekunde. Bei der Wiedergabe werden je ein klassischer Projektor und ein mechanisch angetriebener Plattenspieler starr miteinander gekoppelt, wobei die Schallplatten von 17 Zoll Durchmesser (rund 43 cm) mit 33⅓ Umdrehungen in der Minute von innen nach außen abgetastet werden. Je ein Filmakt von maximal 1000 Fuß Länge (rund 300 m) läuft synchron mit der zugehörigen Platte. Die Laufzeit von Akt und Platte beträgt im Mittel 11 Minuten. Die Filmplatten sind nur einseitig bespielt und tragen einen eingepressten Pfeil beim Rillenanfang. Die Filmvorführer können die Tonnadel exakt auf Pfeilspitze auflegen, während die Filmkopie ein Startbild einkopiert hat, das vor das Bildfenster zu stehen kommt.
Vitaphone stand der Filmindustrie ab 1924 zur Verfügung. Es entstanden zunächst Kurzfilme mit Werbecharakter, bevor Warner Bros. 1926 den ersten abendfüllenden Film  Don Juan mit diesem System produzierte.